# Ảnh hưởng của đại dịch COVID-19 đối với quan hệ quốc tế
Đại dịch COVID-19 đã ảnh hưởng tới các mối quan hệ quốc tế và gây ra những căng thẳng ngoại giao, đồng thời cũng khiến Hội đồng Bảo an Liên Hợp Quốc phải ra nghị quyết kêu gọi ngừng bắn trên toàn cầu. Một số học giả cho rằng đại dịch khiến thế giới phải suy nghĩ lại về các cách tiếp cận hiện tại đối với quan hệ quốc tế, tập trung lớn hơn vào các vấn đề như ngoại giao y tế, chính trị khủng hoảng và chính trị biên giới. Nhiều người khác cho rằng đại dịch ít có khả năng dẫn tới những thay đổi đáng kể trong hệ thống quốc tế. Các mối quan hệ ngoại giao đã bị ảnh hưởng do những căng thẳng liên quan đến giao thương và vận chuyển các loại thuốc, xét nghiệm chẩn đoán và thiết bị y tế điều trị COVID-19. Lãnh đạo một số nước đã cáo buộc các nước không khống chế hiệu quả được dịch và khiến virus lây lan mất kiểm soát. Các nước đang phát triển tại Mỹ Latinh và châu Phi không tìm được đủ nguồn cung xét nghiệm COVID-19, một phần do Hoa Kỳ và các nước châu Âu đang chi tiêu mạnh tay để mua các thiết bị này. Nhìn chung, ngoại giao và các hoạt động của ngành đang đối mặt với một số điều chỉnh. Muzaffar S. Abduazimov cho rằng các hoạt động ngoại giao hiện tại đang trải qua "sáu xu hướng chính do đại dịch: thúc đẩy xâm nhập ICT (công nghệ thông tin và truyền thông); đánh giá lại an ninh thông tin; đảm bảo sự tin cậy của ngoại giao công chúng; đa dạng hóa thêm các nhiệm vụ liên quan; vai trò càng ngày càng lớn của tâm lý học; và sự nổi lên của các nghi lễ và giao thức ngoại giao mang tính kết hợp."

## Trung Quốc
Chính phủ Trung Quốc đã bị Hoa Kỳ chỉ trích về cách xử lý đại dịch COVID-19 kể từ khi dịch bắt đầu tại thành phố Vũ Hán của nước này. Tại Brasil, nghị sĩ Eduardo Bolsonaro, con trai của Tổng thống Jair Bolsonaro, trở thành nguồn cơn của một cuộc tranh cãi ngoại giao với Trung Quốc khi ông chia sẻ dòng tweet có nội dung rằng: "Nguồn cơn của đại dịch virus corona toàn cầu này có đầy đủ cả họ cả tên: Đảng Cộng sản Trung Quốc." Dương Vạn Minh, đại sứ Trung Quốc tại Brasil, đã đáp trả bằng cách chia sẻ một dòng tweet khác với thông điệp: "Nhà Bolsonaro là liều thuốc độc lớn của đất nước này."
Các tài liệu tuyên truyền của nhà nước Trung Quốc liên tục quảng bá hình ảnh rằng chỉ có chế độ chuyên chế của Trung Quốc mới có thể khống chế được dịch bệnh virus corona, trái ngược hoàn toàn với những phản ứng hỗn loạn tại các nền dân chủ phương Tây. Đại diện Ngoại giao của Liên minh châu Âu Josep Borrell cho rằng "Trung Quốc đang ráo riết thúc đẩy thông điệp rằng, khác với Hoa Kỳ, nước này là một đối tác có trách nhiệm và đáng tin cậy."
Để cải thiện hình ảnh của mình, Trung Quốc đã gửi viện trợ tới 82 quốc gia, Tổ chức Y tế Thế giới và Liên minh châu Phi. Theo Yangyang Cheng, một trợ lý nghiên cứu tại Đại học Cornell, "Chính phủ Trung Quốc đang cố gắng đưa quyền lực của nhà nước Trung Quốc ra bên ngoài biên giới nước này và củng cố địa vị thủ lĩnh toàn cầu của Trung Quốc, không khác với những gì mà chính phủ Hoa Kỳ đã làm trong gần một thế kỷ qua, và việc phân phối viện trợ y tế là một phần của nhiệm vụ này." Borrell warned that there is "a geo-political component including a struggle for influence through spinning and the ‘politics of generosity’."
Chính phủ, các quan chức và truyền thông nhà nước Trung Quốc cố gắng chối đẩy các chỉ trích bằng cách thúc đẩy thuyết âm mưu cho rằng virus corona có nguồn gốc từ Hoa Kỳ và Quân đội Hoa Kỳ đã kích hoạt dịch bệnh tại Vũ Hán; hiện không có bằng chứng nào chứng minh cho những tuyên bố này. Bộ Ngoại giao Hoa Kỳ đã triệu tập đại sứ Trung Quốc để phản đối các thuyết âm mưu được lan truyền bởi Triệu Lập Kiên, phát ngôn viên của Bộ Ngoại giao Trung Quốc.
Xuất phát từ cái nhìn tiêu cực về cách xử lý đại dịch của Trung Quốc, tờ báo lá cải lớn nhất của Đức đã lên danh sách những thiệt hại mà họ muốn Trung Quốc phải trả cho Đức, với con số tổng cộng là 130 tỷ euro. Trung Quốc phản hồi rằng hành động này sẽ làm gia tăng sự bài ngoại và phân biệt chủng tộc.
Tây Ban Nha, Thổ Nhĩ Kỳ và Hà Lan đã thông báo hàng nghìn bộ xét nghiệm và khẩu trang y tế nhập khẩu từ Trung Quốc đều không đạt tiêu chuẩn hoặc không hiệu quả. Bộ Y tế Hà Lan phải thu hồi 600.000 khẩu trang; Tây Ban Nha gặp vấn đề với 60.000 bộ xét nghiệm còn Thổ Nhĩ Kỳ cũng gặp vấn đề với độ chính xác của một số bộ xét nghiệm.

## Hoa Kỳ
Hoa Kỳ đã bị nhiều quan chức từ các quốc gia khác chỉ trích với cáo buộc chuyển hướng vận chuyển các nguồn cung quan trọng vốn dành cho các nước khác.
Jean Rottner, Chủ tịch Hội đồng Vùng Grand Est của Pháp, cáo buộc Hoa Kỳ làm gián đoạn nguồn cung khẩu trang bằng việc mua chúng vào phút chót. Các quan chức Pháp cho biết nhiều người Mỹ đã tới sân bay và đề nghị trả giá gấp vài lần so với phía Pháp ngay khi chuyến hàng được chuẩn bị đưa sang Pháp. Thủ tướng Canada Justin Trudeau đã yêu cầu Bộ trưởng An toàn Công cộng và Sẵn sàng Khẩn cấp Bill Blair và Bộ trưởng Giao thông vận tải Marc Garneau điều tra về các cáo buộc cho rằng nguồn cung thiết bị y tế dành cho Canada bị điều chuyển sang Hoa Kỳ. Chính trị gia Đức Andreas Geisel cũng cáo buộc Hoa Kỳ là kẻ "ăn cắp thời hiện đại" sau khi có tin cho biết 200.000 khẩu trang N95 vốn dành cho cảnh sát Đức bị điều chuyển sang Hoa Kỳ khi máy bay đang quá cảnh tại Thái Lan; tuyên bố trên được ông thay đổi sau khi xác nhận rằng đơn đặt hàng khẩu trang được thực hiện qua một công ty Đức, không phải công ty Mỹ như thông tin trước đó, đồng thời vấn đề trên vẫn đang được điều tra.
Do thiếu hụt các bộ xét nghiệm virus corona, Thống đốc bang Maryland Larry Hogan đã nhờ người vợ mình là Yumi Hogan, người vốn sinh ra tại Hàn Quốc, truyền thông điệp cho đại sứ Hàn Quốc, sau đó nhiều công ty Hàn Quốc tuyên bố sẽ gửi các bộ xét nghiệm tới Maryland.
Vào ngày 2 tháng 4 năm 2020, Tổng thống Trump kích hoạt Đạo luật Sản xuất Quốc phòng 1950 nhằm ngừng xuất khẩu các mặt hàng khẩu trang của 3M sang Canada và Mỹ Latinh. Thủ tướng Canada Justin Trudeau cho rằng sẽ là một sai lầm nếu cả hai nước giới hạn việc giao thương hàng hóa và dịch vụ thiết yếu, bao gồm các thiết bị và nhân viên y tế, đồng thời nhấn mạnh nguyên tắc có qua có lại giữa hai nước. Chính phủ Canada phải tìm tới Trung Quốc và các nước khác nhằm kiếm nguồn cung y tế quan trọng, đồng thời cũng đàm phán xây dựng về vấn đề này với chính quyền Trump.
Donald Trump cảnh báo sẽ đáp trả với Ấn Độ nếu chính phủ nước này không sớm cung cấp thuốc hydroxychloroquine cho Hoa Kỳ. Sau phát ngôn trên, Ấn Độ đã dỡ bỏ lệnh cấm xuất khẩu tạm thời đối với loại thuốc trên nhằm tạo điều kiện vận chuyển chúng tới Hoa Kỳ.

## Liên minh châu Âu
Thủ tướng Tây Ban Nha Pedro Sánchez phát biểu rằng: "Nếu chúng ta không đưa ra được một cách ứng phó thống nhất, mạnh mẽ và hiệu quả trước cuộc khủng hoảng kinh tế này, ảnh hưởng của nó sẽ không chỉ lớn hơn mà còn kéo dài lâu hơn, và chúng ta sẽ đặt toàn bộ khối Liên minh châu Âu vào rủi ro"; trong khi đó, Thủ tướng Ý Giuseppe Conte cũng bình luận rằng: "Liên minh châu Âu đang trong rủi ro mất đi mục đích tồn tại của mình trong con mắt của người dân". Từ ngày 4 đến 19 tháng 3, Đức đã ban hành lệnh cấm xuất khẩu thiết bị bảo hộ cá nhân, và Pháp cũng hạn chế xuất khẩu thiết bị y tế, khiến nhiều quan chức EU lên tiếng chỉ trích. Nhiều nước trong Khu vực Schengen phải đóng cửa biên giới để ngăn chặn virus lây lan.

### Nợ đồng phát hành
Những tranh luận về cách ứng phó dịch và ảnh hưởng kinh tế của dịch bệnh đã mở ra rạn nứt giữa các nước thành viên tại Bắc và Nam Âu, giống như thời kỳ khủng hoảng nợ công châu Âu vào thập niên 2010. Chín nước EU—Ý, Pháp, Bỉ, Hy Lạp, Bồ Đào Nha, Tây Ban Nha, Ireland, Slovenia và Luxembourg—kêu gọi phát hành các "trái phiếu corona" (một loại trái phiếu châu Âu) nhằm giúp các nước thành viên hồi phục sau dịch. Lá thư của các nước này cho rằng: "Những lợi ích khi dùng một công cụ chung như vậy là rất tốt, vì tất cả chúng ta đang phải đối mặt với một cú sốc từ bên ngoài." Các nước Bắc Âu như Đức, Áo, Phần Lan và Hà Lan thì phản đối việc phát hành nợ chung, lo sợ rằng họ sẽ phải trả nợ nếu xảy ra vỡ nợ. Thay vào đó, họ đề xuất các nước nên nộp đơn xin nhận các khoản vay theo Cơ chế Bình ổn châu Âu. Vấn đề trái phiếu corona được đưa ra thảo luận trong một phiên họp của Ủy ban châu Âu vào ngày 26 tháng 3 năm 2020; phiên họp bị kéo dài thêm ba tiếng so với dự kiến do những phản ứng "đầy cảm xúc" từ các thủ tướng của Tây Ban Nha và Ý. Chủ tịch Ủy ban châu Âu Charles Michel và Giám đốc Ngân hàng Trung ương châu Âu Christine Lagarde đã thúc giục EU cân nhắc phát hành nợ chung.

### Quyền tự do dân sự
16 nước thành viên Liên minh châu Âu đã ra tuyên bố cảnh báo rằng một số biện pháp khẩn cấp được các nước áp dụng trong đại dịch COVID-19 có thể hủy hoại các nguyên tắc về luật pháp và dân chủ. Họ tuyên bố "ủng hộ sáng kiến của Ủy ban châu Âu nhằm giám sát các biện pháp khẩn cấp và đề xuất đảm bảo các giá trị cơ bản của Liên minh do họ đề ra được đề cao." Tuyên bố không nhắc tới Hungary, nhưng các nhà quan sát tin rằng tuyên bố có ám chỉ tới việc luật của Hungary cho phép chính phủ nước này có quyền lực tuyệt đối trong bối cảnh đại dịch. Ngày hôm sau, chính phủ Hungary cũng đã tham gia vào tuyên bố trên.
Quốc hội Hungary thông qua luật cho phép Chính phủ nắm quyền lực tuyệt đối, với tỷ lệ ủng hộ là 137/53. Sau khi thông qua luật, Tổng thống Hungary János Áder tuyên bố khung thời gian quyền lực của Chính phủ sẽ được xác định rõ và phạm vi quyền lực sẽ có giới hạn. Chủ tịch Ủy ban châu Âu Ursula von der Leyen cho biết bà bày tỏ lo ngại về các biện pháp khẩn cấp tại Hungary và cho rằng chúng chỉ nên được thực hiện trong khuôn khổ cần thiết; Bộ trưởng Ngoại giao châu Âu tại Đức Michael Roth còn đề xuất nên áp đặt các lệnh trừng phạt kinh tế đối với Hungary.
Lãnh đạo của 13 đảng thành viên Đảng Nhân dân châu Âu (EPP) đề xuất xóa tên đảng Fidesz của Hungary vào ngày 2 tháng 4 sau khi nước này thông qua luật trên. Phản hồi trước đề xuất này, Viktor Orbán bày tỏ sẵn sàng thảo luận về bất cứ vấn đề nào liên quan đến tư cách thành viên của Fidesz "một khi đại dịch đã qua" trong một lá thư gửi tới Tổng thư ký EPP Antonio López-Istúriz White. Về đề xuất của 13 chính khách, Orbán cũng cho rằng "Tôi khó có thể tưởng tượng rằng bất kỳ ai trong chúng ta có thời gian cho những tưởng tượng về ý định của các quốc gia khác. Ngày nay, đây dường như là một thứ xa xỉ đắt tiền." Trong một cuộc họp trực tuyến giữa các ngoại trưởng các nước thành viên Liên minh châu Âu vào ngày 3 tháng 4 năm 2020, Bộ trường Bộ Ngoại giao Hungary Péter Szijjártó yêu cầu các bộ trưởng khác phải đọc dự luật chứ không phải những bài thuyết trình có động cơ chính trị trên các báo trước khi bình luận về nó.

## Quan hệ Nhật Bản–Hàn Quốc
Quan hệ Nhật Bản–Hàn Quốc trở nên xấu đi do đại dịch. Sau khi Nhật Bản thông báo sẽ bắt đầu cách ly tất cả những người tới từ Hàn Quốc, chính phủ Hàn Quốc đã mô tả hành động trên là "vô lý, thừa thãi và vô cùng đáng tiếc", đồng thời bày tỏ họ "không thể không đặt ra nghi vấn rằng liệu Nhật Bản có động cơ gì khác ngoài khống chế dịch bệnh không".

## Quan hệ Nga-Ả Rập Xê Út
Trước việc sụt giảm lượng tiêu thụ dầu do đại dịch COVID-19, Ả Rập Xê Út cố gắng làm giảm sản xuất dầu trên toàn cầu để giữ giá dầu ở mức vừa phải. Tuy nhiên, khi Nga từ chối giảm sản xuất dầu, Ả Rập Xê Út bắt đầu cuộc chiến giá dầu vào tháng 3 năm 2020. Cuộc xung đột kinh tế này khiến giá dầu sụt giảm trong suốt mùa xuân 2020, thậm chí còn xuống mức âm vào ngày 20 tháng 4. Do nguồn sản xuất dầu có tính không co giãn và không thể dừng lại hoàn toàn, nhưng kể cả ở mức sản xuất thấp nhất cũng tạo ra nhiều cung hơn cầu, ngành dầu mỏ không có nơi chứa dầu và sẵn sàng trả tiền để chúng được đưa đi.

## Iran
Chính quyền Iran đã lan truyền rằng virus corona là âm mưu do Hoa Kỳ dàn dựng. Hossein Salami, chỉ huy lực lượng Vệ binh Iran, còn cho rằng virus corona có thể là một cuộc tấn công sinh học của Mỹ.

## Quan hệ Costa Rica-Nicaragua
Vào ngày 14 tháng 5 năm 2020, 52 trong số 57 đại biểu của Hội đồng Lập pháp Costa Rica đã gửi một lá thư chung tới giám đốc Tổ chức Y tế Liên Mỹ (PAHO) Carissa Etienne, trong đó bày tỏ "lo ngại" về tình hình đại dịch COVID-19 tại Nicaragua, kêu gọi "thực hiện các biện pháp bắt buộc và khẩn cấp trong bối cảnh này" tại đất nước láng giềng, đồng thời cảnh báo phản ứng của Nicaragua có thể ảnh hưởng tiêu cực tới phần còn lại của khu vực Trung Mỹ. Các đại biểu đặt nghi vấn về con số 25 ca nhiễm COVID-19 và 8 ca tử vong do chính phủ Nicaragua công bố, trái ngược với dữ liệu từ tổ chức độc lập Citizen Observatory, trong đó ước tính nước này có 1.033 ca và ít nhất 188 ca tử vong.
Các đại biểu của Mặt trận giải phóng dân tộc Sandino, đảng đang nắm chính quyền tại Nicaragua, ra thông báo vào ngày 15 tháng 5 phản đối hành động của các đại biểu phía Costa Rica, gọi đây là "những yêu cầu chính trị phản ánh rõ sự bài ngoại và phân biệt chủng tộc, và cũng không phải là lần đầu tiên mà họ thể hiện với Nicaragua”.

## Viện trợ quốc tế và ngoại giao y tế
Giữa đại dịch COVID-19, nhiều nước đã cung cấp các gói cứu trợ để giúp đỡ các nước xử lý dịch. Trong giai đoạn đầu của dịch bệnh, một số nước đã quyên góp khẩu trang, thiết bị y tế và tiền cho Trung Quốc. Khi tình hình tại Trung Quốc đã ổn định, nước này bắt đầu gửi viện trợ tới các quốc gia khác. Vào tháng 3, Trung Quốc, Cuba và Nga đã gửi các trang thiết bị y tế và chuyên gia tới giúp Ý xử lý đợt dịch COVID-19. Một số nhà bình luận tỏ ra nghi ngờ về hành động này và coi chúng là một hình thức tuyên truyền. Với một số người, ngoại giao y tế đem lại cơ hội tạo ra sự phân chia giữa bạn và thù nhằm thu phục trái tim và lòng tin của công luận ngoài nước.

## Cáo buộc gián điệp Nga
Trung tâm An ninh Mạng Quốc gia Anh Quốc, cùng với Trung tâm An ninh Thông tin Canada, Cơ quan An ninh mạng và Cơ sở hạ tầng thuộc Bộ An ninh Nội địa Hoa Kỳ, và Cơ quan An ninh Quốc gia Hoa Kỳ vào giữa tháng 7 năm 2020 đã cùng cáo buộc các tin tặc do nhà nước Nga hỗ trợ đã cố gắng lấy cắp các nghiên cứu điều trị và vắc-xin COVID-19 từ các học viện và cơ sở dược phẩm ở các quốc gia khác. Nga đã bác bỏ các cáo buộc này.

## Ngừng bắn toàn cầu và các cuộc xung đột vũ trang
Đại dịch COVID-19 khiến Hội đồng Bảo an Liên Hợp Quốc phải ra nghị quyết yêu cầu ngừng bắn trên toàn thế giới. Vào ngày 23 tháng 3 năm 2020, Tổng thư ký Liên Hợp Quốc António Manuel de Oliveira Guterres ra lời kêu gọi ngừng bắn toàn cầu nhằm ứng phó trước đại dịch COVID-19. Vào ngày 24 tháng 6 năm 2020, 170 các nước thành viên và quan sát viên LHQ đã ký thỏa thuận không ràng buộc ủng hộ yêu cầu này; con số này sau đó tăng lên 172 vào ngày 25 tháng 6. Đến ngày 1 tháng 7 năm 2020, Hội đồng Bảo an LHQ thông qua nghị quyết số S/RES/2532 (2020), yêu cầu "một lệnh ngừng xung đột chung và ngay lập tức trong mọi tình huống," bày tỏ ủng hộ "những nỗ lực của Tổng thư ký cùng các Đại diện Đặc biệt và các Đặc phái viên trong vấn đề này," kêu gọi "tất cả các bên xung đột vũ trang ngay lập tức tham gia lệnh ngừng bắn nhân đạo" trong ít nhất 90 ngày liên tục, đồng thời kêu gọi hợp tác quốc tế lớn hơn để xử lý đại dịch.
Hiện vẫn chưa rõ các cuộc xung đột vũ trang có dấu hiệu leo thang hay hạ nhiệt trong đại dịch. Rustad và các đồng nghiệp cho rằng thành công của các lệnh ngừng bắn liên quan đến COVID cho đến thời điểm này vẫn còn rất hạn chế. Một nghiên cứu tại 9 quốc gia chọn lọc cho thấy đại dịch làm tăng xung đột tại Ấn Độ, Iraq, Libya, Pakistan và Philippines. Nguyên nhân là do các nhóm nổi dậy cố gắng khai thác vào các điểm yếu của bộ máy chính quyền khi phải xử lý đại dịch, trong khi sự chú ý của quốc tế không còn nhằm vào các nhóm vũ trang. Kể cả tại các nước đã hạ nhiệt xung đột, như Afghanistan hay Colombia, các nhóm nổi dậy đang cố gắng thu hút thêm nhiều thành viên mới bằng cách áp dụng các biện pháp ứng phó đại dịch riêng hoặc tuyển mộ những người trẻ không có việc làm. Tuy nhiên, tương tự như các chính phủ, các nhóm nổi dậy cũng phải đối mặt với những thách thức lớn do đóng cửa biên giới và suy thoái kinh tế. Tương tự, tổng số xung đột đã tăng sau đợt phong tỏa đầu tiên tại Trung Đông. Tuy vậy, tình hình tại châu Á đang hạ nhiệt, nhiều khả năng là do các thách thức về vận chuyển của các nhóm vũ trang. Một nghiên cứu khác về tình hình xung đột toàn cầu cho thấy số lượng các cuộc biểu tình đã tạm thời giảm sau đợt phong tỏa đầu tiên vào các tháng 3 và 4 năm 2020 trong khoảng 6 tháng. Trái ngược lại, các trận xung đột không giảm và thậm chí còn tăng ở một số nước (như Libya) do các nhóm vũ trang khai thác được những điểm yếu của kẻ thù trong đại dịch.